# Isabelle Brasseur
Isabelle Brasseur (Kingsbury, Quebec, 28 de julho de 1970) é uma ex-patinadora artística canadense, que competiu em provas de duplas. Ela conquistou duas medalhas de bronze olímpicas em 1992 e em 1994 ao lado do parceiro Lloyd Eisler, e cinco medalhas em campeonatos mundiais, sendo uma de ouro, três de prata e uma de bronze.

## Principais resultados

### Com Lloyd Eisler
| Resultados                                            | Resultados       | Resultados      | Resultados        | Resultados       | Resultados        | Resultados      | Resultados        | Resultados    | Resultados    | Resultados    | Resultados    | Resultados    |
| Internacional                                         | Internacional    | Internacional   | Internacional     | Internacional    | Internacional     | Internacional   | Internacional     | Internacional | Internacional | Internacional | Internacional | Internacional |
| Evento/Temporada                                      | 1987– 1988       | 1988– 1989      | 1989– 1990        | 1990– 1991       | 1991– 1992        | 1992– 1993      | 1993– 1994        |               |               |               |               |               |
| ----------------------------------------------------- | ---------------- | --------------- | ----------------- | ---------------- | ----------------- | --------------- | ----------------- | ------------- | ------------- | ------------- | ------------- | ------------- |
| Jogos Olímpicos                                       | 9.ª              |                 |                   |                  | Medalha de bronze |                 | Medalha de bronze |               |               |               |               |               |
| Campeonato Mundial                                    | 7.ª              | 14.ª            | Medalha de prata  | Medalha de prata | Medalha de bronze | Medalha de ouro | Medalha de prata  |               |               |               |               |               |
| Nations Cup                                           |                  |                 |                   |                  | Medalha de ouro   |                 |                   |               |               |               |               |               |
| NHK Trophy                                            |                  | 4.ª             |                   | Medalha de prata |                   | 4.ª             | Medalha de ouro   |               |               |               |               |               |
| Piruetten                                             |                  |                 |                   |                  |                   |                 | Medalha de prata  |               |               |               |               |               |
| Skate Canada International                            |                  | Medalha de ouro |                   | Medalha de ouro  |                   |                 |                   |               |               |               |               |               |
| Trophée de France                                     |                  |                 | Medalha de prata  |                  |                   |                 |                   |               |               |               |               |               |
| Nacional                                              |                  |                 |                   |                  |                   |                 |                   |               |               |               |               |               |
| Campeonato Canadense                                  | Medalha de prata | Medalha de ouro | Medalha de bronze | Medalha de ouro  | Medalha de ouro   | Medalha de ouro | Medalha de ouro   |               |               |               |               |               |
|                                                       |                  |                 |                   |                  |                   |                 |                   |               |               |               |               |               |
| Legenda: Competição não foi disputada nesta temporada |                  |                 |                   |                  |                   |                 |                   |               |               |               |               |               |

### Com Pascal Courchesne
| Skate America | 5.ª |